# LT&SR-Klasse 79
Die Klasse 79 der London, Tilbury and Southend Railway (LT&SR) ist eine Baureihe von Tenderlokomotiven, die hauptsächlich für Schnellzüge im Vorortverkehr von London eingesetzt wurden, aber auch andere Aufgaben übernahmen. Der Entwurf stammt von Thomas Whitelegg und ist eine Weiterentwicklung der Klasse 37, die wiederum auf die von William Adams entwickelte Klasse 1 zurückgeht. Die Lokomotiven gehören zur Familie der Tilbury-Tanks, auch bekannt als Tilbury Universal Machines (TUM), und zeichnete sich durch eine Höchstgeschwindigkeit von 105 km/h aus.

## Geschichte
Die LT&SR bediente vom Londoner Bahnhof Fenchurch Street aus die Küste entlang der Themsemündung und in Essex. Die Bahn war bekannt für ihre besonders gute Pünktlichkeit. 

### Klasse 1

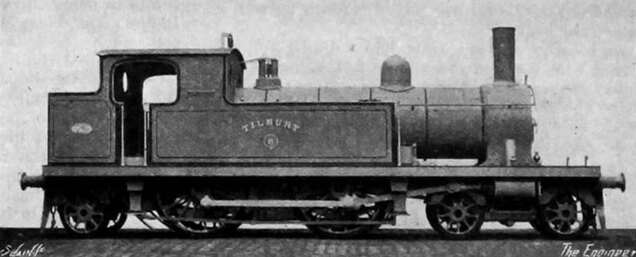
LT&SR-Klasse 1 Nr. 3 Tilbury

Zwischen 1880 und 1885 beschaffte die Bahn nach einem Entwurf von William Adams von Sharp, Stewart and Company 12 und von Nasmyth, Gaskell and Company 6 Tenderlokomotiven der Klasse 1. Es waren die ersten Atlantic-Tenderlokomotiven Großbritanniens. Die hintere Laufachse war als Adamsachse ausgeführt, wobei zu bemerken ist, dass diese Bauart von William Bridges Adams entwickelt wurde, nicht von William Adams. Diese Lokomotiven standen bis 1935 im Dienst.

### Klasse 37

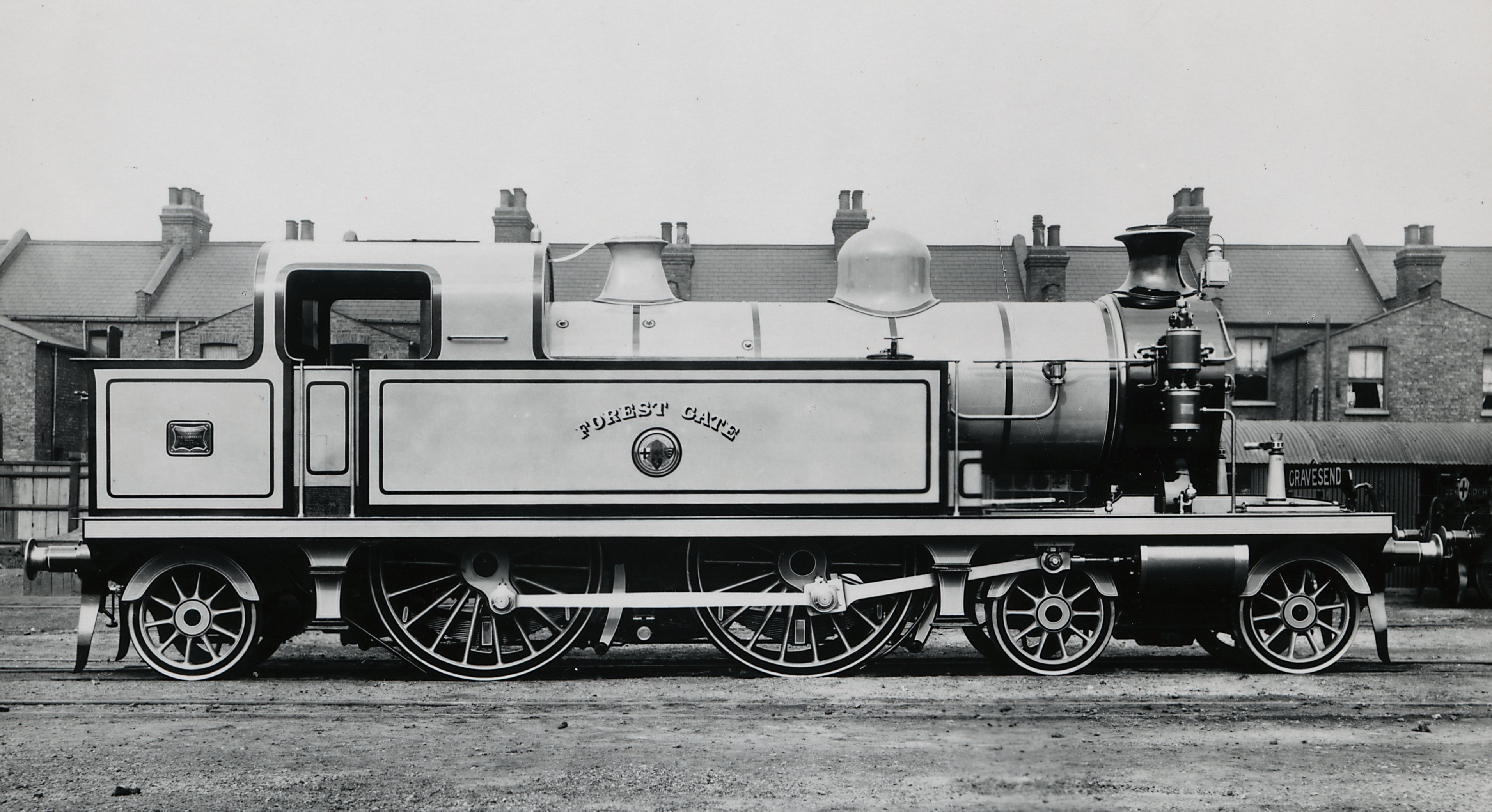
LT&SR-Klasse 37 Nr. 39 Forest Gate

Ab 1897 folgten zwölf weitere Atlantic-Tenderlokomotiven, die hälftig von Sharp Stewart und von Dübs gefertigt wurden. Die von Thomas Whitelegg auf Grundlage der Klasse 1 weiter entwickelten Lokomotiven wurden der Klasse 37 zugeordnet. Sie hatten den gleichen Dampfkessel wie die Klasse 1, die aber mit einem um 2 bar (30 psi) auf 11,7 bar erhöhten Druck betrieben wurden. Zudem wurde der Durchmesser der Kuppelräder um 127 mm (5 in) auf 1800 mm und der Durchmesser der Zylinder um 25 mm (1 in) auf 457 mm (18 in) vergrößert.
Ab 1905 wurden die Lokomotiven der Klasse 37 mit größeren Kesseln und größeren Zylindern versehen. Die Heizfläche vergrößerte sich von 95,5 m² auf 104 m² und der Zylinderdurchmesser wurde nochmals um 25 mm (1 in) auf 483 mm (19 in) vergrößert. Bis 1911 war die ganze Serie umgebaut.

### Klasse 79
Neben den aus der Klasse 37 umgebauten Lokomotiven wurden auch neue Lokomotiven nach denselben Vorgaben bestellt. Die ersten vier Lokomotiven wurden 1909 von Robert Stephenson and Company (RS) gebaut und erhielten die Nummern 79 bis 82. Sie wurden nach Orten in Essex benannt, die sich in der Nähe der LT&SR-Strecke befanden. Nach der Übernahme der LT&SR durch die Midland Railway (MR) im Jahr 1912, erhielten die Lokomotiven die Nummern 2176 bis 2179 und ihre Namen wurden entfernt.
Die Lokomotiven der Klasse 79 waren so erfolgreich, dass die Midland Railway weitere zehn Exemplare bestellte, die 1923 geliefert wurden. Auch nach der Eingliederung der Midland Railway in die London, Midland and Scottish Railway (LMS) wurden nochmals 25 Lokomotiven gebaut. Die letzten dieser Serie wurden 1930 geliefert, zu einer Zeit, als Nassdampflokomotiven für den Personenverkehr kaum noch gebaut wurden. Diese Lokomotiven waren zugleich die letzten britischen Tenderlokomotiven mit Kuppelrädern von zwei Metern Durchmesser. Nach der Entgleisung einer Lokomotive der River-Klasse der South Eastern and Chatham Railway bei Sevenoaks im Jahr 1927 gerieten Tenderlokomotiven im Schnellzugverkehr in Verruf.
Bei der LMS wurden die Lokomotiven der Klasse 79 nicht nur vom Bahnhof Fenchurch Street aus eingesetzt, sondern auch von den Londoner Bahnhöfen St Pancras und Broad Street. Einige Lokomotiven waren auch bei Nottingham und Leicester im Einsatz. Die Lokomotiven blieben auch bei der British Railways (BR) in Betrieb und wurden erst Ende der 1950er Jahre ausgemustert.

### Erhaltene Lokomotive

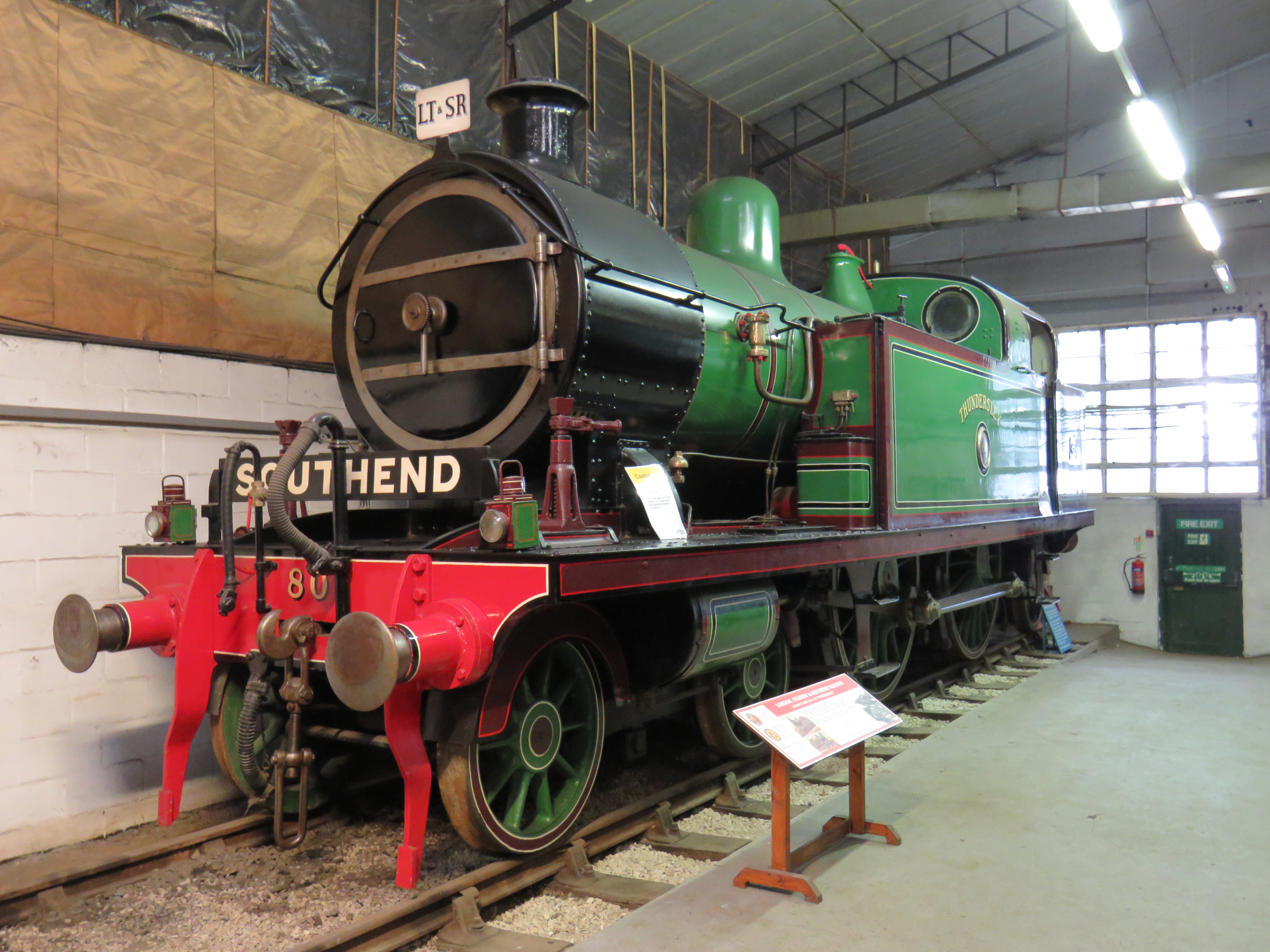
Nr. 80 Thundersley in Bressingham

Die Lokomotive Nr. 80 Thundersley ist erhalten geblieben. Sie wurde direkt nach Ablieferung an der Imperial International Exhibition, die 1909 in London durchgeführt wurde, mit dem Namen Southend-on-Sea präsentiert. 1956 wurde die Lokomotive ausgemustert. Sie ist im Besitz des National Railway Museum und ist als Leihgabe im Bressingham Steam Museum in Norfolk ausgestellt.

## Technik

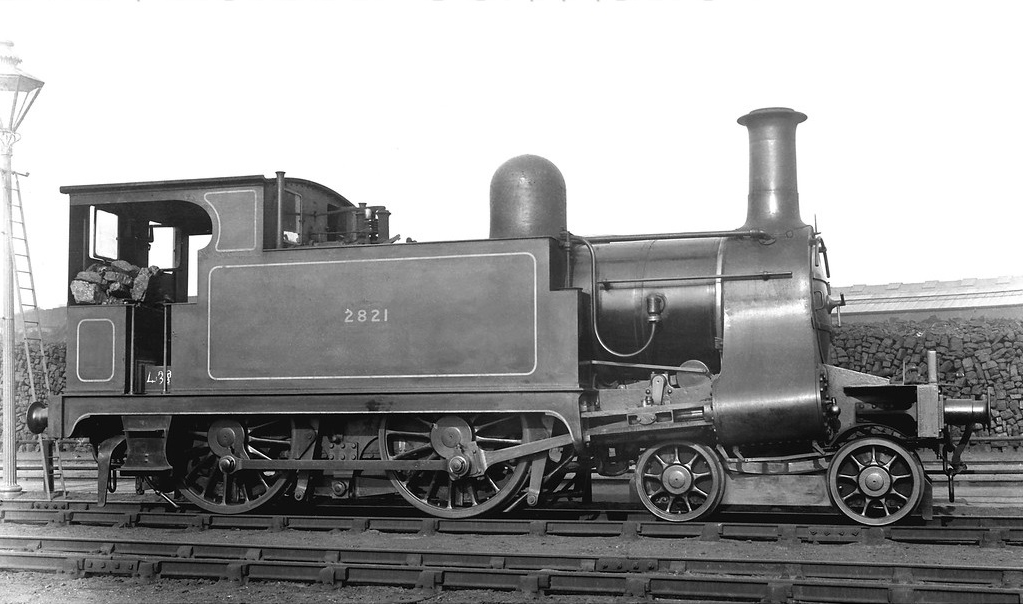
Von Adams entworfene 2’B-Lokomotive der North London Railway (NLR), Vorgänger der Tilbury-Tanks

Die Lokomotiven basierten auf dem Entwurf von William Adams, der durch Thomas Whitelegg weiter bearbeitet wurde. William Adams entwarf die Klasse 1 als eine verlängerte Version der von ihm 1868 entworfenen 2’B-Lokomotiven der North London Railway (NLR). Diese Lokomotive mit Außenzylinder und seitlich angeordneten Wassertanks wurde um eine radial einstellbare Laufachse verlängert. Dies ermöglichte einen zusätzlichen hinteren Wassertank und einen größeren Kohlenvorrat. Die Feuerbüchse ist zwischen den beiden Kuppelachsen angeordnet. Whitelegg vergrößerte schrittweise die Dimensionen von Dampfkessel, Kuppelräder und Zylinder, sodass die Klassen 1, 37 und 79 entstanden. Alle Lokomotiven waren mit der Westinghouse-Bremse ausgerüstet und erhielten im Laufe der Zeit eine vergrößerte Rauchkammer.